# Didymodon andreaeoides
Didymodon andreaeoides är en bladmossart som beskrevs av Jules Cardot och Brotherus 1923. Didymodon andreaeoides ingår i släktet lansmossor, och familjen Pottiaceae. Inga underarter finns listade i Catalogue of Life.